# (24935) Godfreyhardy
(24935) Godfreyhardy (1997 HP2) – planetoida z pasa głównego asteroid okrążająca Słońce w ciągu 4,03 lat w średniej odległości 2,53 j.a. Odkryta 28 kwietnia 1997 roku.